# Uniunea Cineaștilor din România
Uniunea Cineaștilor din România, cunoscută între anii 1965 și 1990 ca Asociația Cineaștilor din România sub acronimul ACIN, a fost o organizație profesională a cineaștilor români. În 1990, Adunarea generală extraordinară a asociației a hotărât transformarea acesteia în Uniunea Cineaștilor din România.

## Istorie
În 1963, din inițiativa unor cineaști ca Victor Iliu, Ion Popescu Gopo, Mihnea Gheorghiu, Liviu Ciulei, Paul Călinescu, Mircea Drăgan a fost înființată Asociația Cineaștilor din România.